# Radziechowy-Wieprz

Logo gminy

Radziechowy-Wieprz – gmina wiejska w województwie śląskim, w powiecie żywieckim. Gmina leży w granicach trzech mezoregionów: Kotliny Żywieckiej (centralna część gminy), Beskidu Śląskiego (zachodnia część gminy) i Beskidu Żywieckiego (wschodnia część gminy). W skład gminy wchodzą następujące wsie (sołectwa): Radziechowy, Wieprz, Przybędza, Juszczyna, Brzuśnik i Bystra. Znajdują się tu liczne trasy turystyczne. W latach 1975–1998 gmina położona była w województwie bielskim.
Siedzibą organów gminy jest sołectwo Wieprz.
Według danych z 31 grudnia 2019 gminę zamieszkiwało 13 035 osób.

## Struktura powierzchni
Według danych z roku 2007 gmina Radziechowy-Wieprz ma obszar 65,94 km², w tym:
- użytki rolne: 53%
- użytki leśne: 38%

Gmina stanowi 6,34% powierzchni powiatu.

## Demografia

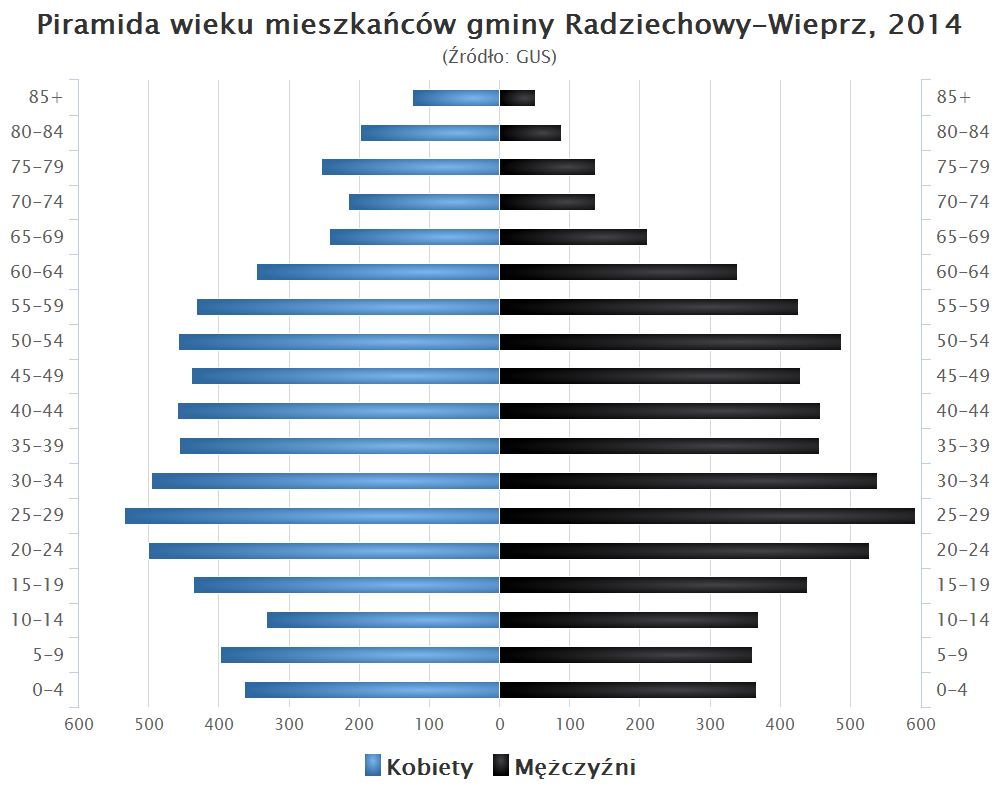
Piramida wieku mieszkańców gminy Radziechowy-Wieprz w 2014 roku

Dane z 31 grudnia 2009:
| Opis                              | Ogółem | Ogółem | Kobiety | Kobiety | Mężczyźni | Mężczyźni |
| --------------------------------- | ------ | ------ | ------- | ------- | --------- | --------- |
| jednostka                         | osób   | %      | osób    | %       | osób      | %         |
| populacja                         | 12 717 | 100    | 6 475   | 50,8    | 6 242     | 49,2      |
| gęstość zaludnienia (mieszk./km²) | 192,7  | 192,7  | 98,2    | 98,2    | 94,7      | 94,7      |

## Sąsiednie gminy
Jeleśnia, Lipowa, Milówka, Świnna, Węgierska Górka, Wisła, Żywiec